# Трастузумаб дерукстекан
Трастузумаб дерукстекан — лекарственный препарат для лечения рака молочной железы. Одобрен для применения: США (2019).

## Механизм действия
Конъюгат анти-HER2 моноклонального антитела (трастузумаб) и ингибитора топоизомеразы (дерукстекан).

## Показания
- Неоперабельный или метастатический HER2-положительный рак молочной железы.[3].
- местнораспространённая или метастатическая HER2-положительная аденокарцинома желудка или пищеводно-желудочного перехода

## Противопоказания
Противопоказаний нет.

## Беременность
Женщины детородного возраста во время лечения и 7 мес. после него должны использовать методы контрацепции.

## Способ применения
внутривенная инфузия.